# Estatua ecuestre de Joseph Hooker
La estatua ecuestre de Joseph Hooker (a veces llamada General Joseph Hooker) es un monumento ubicado frente a la Casa del Estado de Massachusetts, frente a Beacon Street en Boston (Estados Unidos). Está dedicada al militar Joseph Hooker, quien fue oficial del Ejército de los Estados Unidos en la intervención estadounidense en México y general de división en la Guerra de Secesión. Mide 4,6 m de altura y fue inaugurado en junio de 1903 con un saludo de artillería, durante una ceremonia a la que asistieron funcionarios militares y civiles.

## Historia
La escultura de bronce de 1903 fue diseñada por Daniel Chester French y Edward Clark Potter, y descansa sobre una base de granito. Fue inspeccionado como parte del programa " Save Outdoor Sculpture! " del Instituto Smithsoniano en 1997.

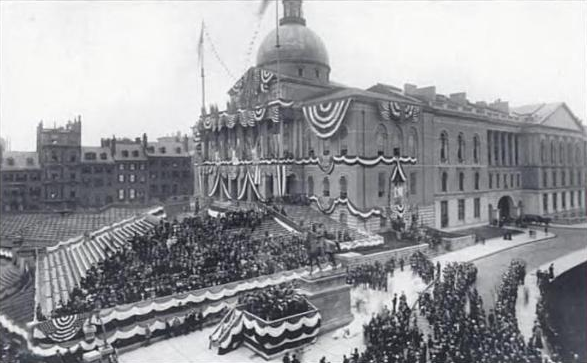
Ceremonia de dedicación de la estatua en junio de 1903.

Los legisladores aprobaron 55 000 dólares en fondos públicos para encargar la estatua. La estatua originalmente incluía una placa de bronce con las palabras "Un soldado en el ejército que mantuvo a la nación entera". Los grupos de veteranos exigieron la eliminación de esta inscripción, ya que sintieron que disminuía el papel de liderazgo de Hooker en la guerra.
Aunque popular entre sus tropas, la conmemoración de Hooker en uno de los lugares más destacados de Massachusetts ha sido controvertida. Se cita al historiador Charles Francis Adams Jr., que se desempeñó como coronel en la Guerra de Secesión, diciendo que se negaba a caminar por el mismo lado de la calle que la estatua: "Veo [la estatua] como un oprobio arrojado sobre cada hombre genuino de Massachusetts que sirvió en la Guerra de Secesión. Hooker de ninguna manera y en ningún grado representa la típica soldadesca de la Commonwealth".
En 2017, en medio de la eliminación de los monumentos y monumentos conmemorativos confederados en el Sur de Estados Unidos, el Boston Globe dijo que la estatua de Joseph Hooker pertenece a "la categoría conocida como ¿Por qué estas estatuas están aquí? (Why Are These Statues Even Here At All?)" El periódico citó a Peter Drummey de la Sociedad Histórica de Massachusetts diciendo que "Hooker no tenía muy buena reputación como soldado o como persona". Drummey especuló que, en lugar de honrar a la persona en sí, la presencia de la estatua de Joseph Hooker en la Casa del Estado es un testimonio del poder político de los grupos de veteranos.
La estatua de Hooker, junto con la cercana estatua de Mary Dyer, permanecieron abiertas al público incluso después de que los ataques del 11 de septiembre de 2001 obligaron a las autoridades estatales a cerrar las puertas del jardín de la Casa de Gobierno, limitando el acceso a las estatuas de Anne Hutchinson, John F. Kennedy, Henry Cabot Lodge, Horace Mann y Daniel Webster.

## "General Hooker Entrance"

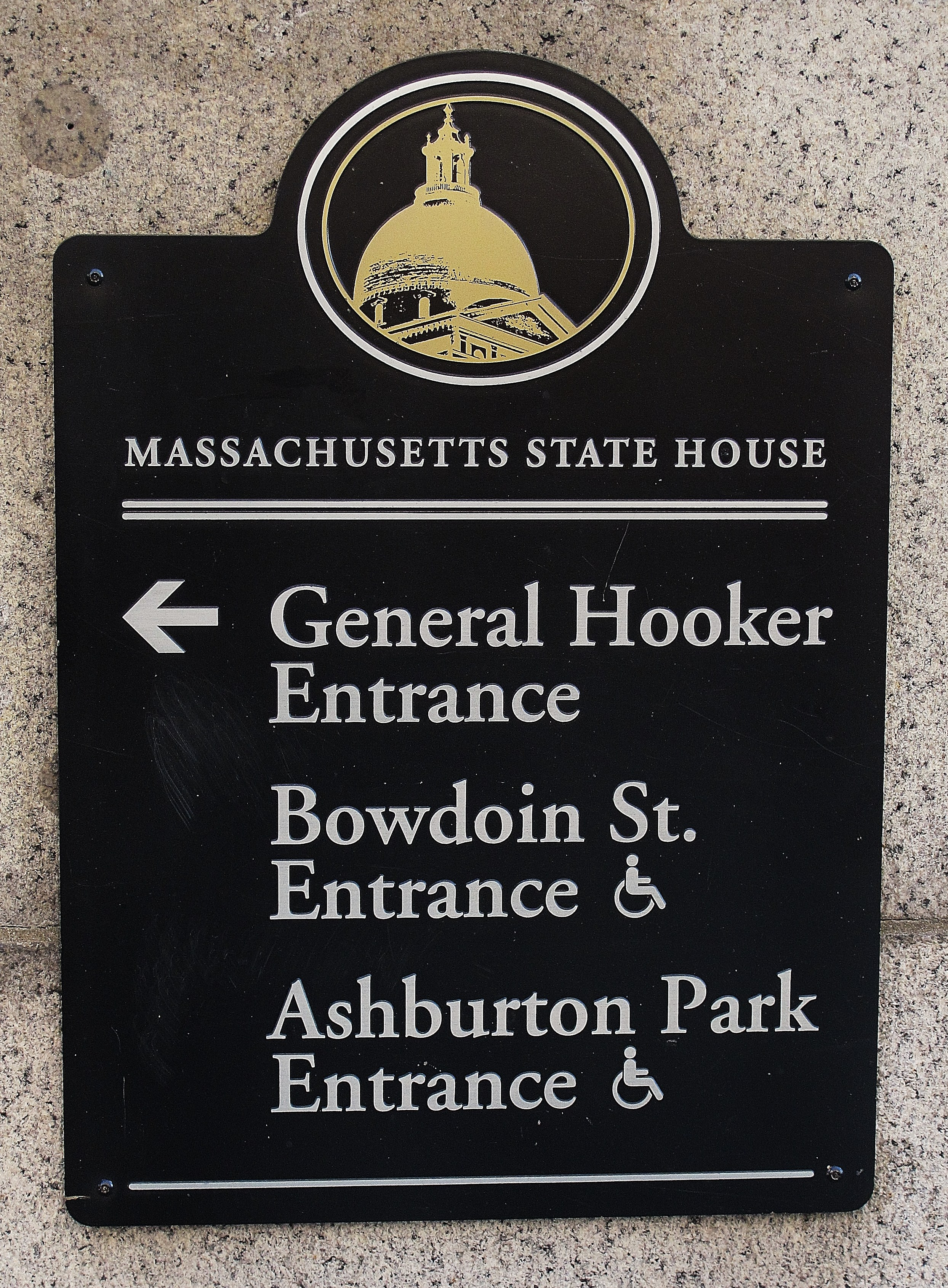
Un letrero afuera de la Casa del Estado de Massachusetts señala las tres entradas públicas, una de las cuales lleva el nombre del General Hooker.

La estatua se encuentra frente a la entrada pública principal de la Casa de Gobierno y le da su nombre. El gran letrero que dice "General Hooker Entrance" (que se traduce como Entrada General Hooker o bien como Entrada general de prostitutas) es a menudo fuente de doble sentido, particularmente de grupos de escolares en excursiones. En 2011, por ejemplo, el actor Kevin Bacon tuiteó una foto de la entrada con la pregunta: "¿Por dónde entran las prostitutas especiales?".
La representante estatal Michelle DuBois, una demócrata de Brockton, pidió que se cambiara el nombre de la entrada en 2018, diciendo que es "sordo" y muestra "desprecio por los sentimientos y la dignidad de la mayoría de las mujeres por el levantamiento y la falsa protección de una estatua de un general muerto hace mucho tiempo". Ella dijo que las mujeres que trabajan en la Casa del Estado se enfrentan a incómodas "chistes del patio de la escuela" debido al nombre. El gobernador Charlie Baker y otros funcionarios estatales rechazaron la idea de realizar cambios en el letrero.